# SIM卡交換攻擊
SIM卡交換攻擊（英語：SIM swap attack），又稱SIM卡劫持，是透過冒用身分向電信業者提出申請，將被害者的電話號碼從對方的SIM卡轉移至攻擊者的一種詐騙攻擊手段。攻擊者可藉此在被害者不知情的情況下，收取一次性密碼並盜取網站帳號與銀行帳戶。
2022年初，聯邦調查局對這種日漸猖獗的攻擊手段提出警告，稱旗下的網路犯罪投訴中心在2018年到2020年間共收到320件相關投訴、損失金額達1200萬美元，但在2021年共收到1610件相關投訴、損失金額達6800萬美元，是過去三年間的五倍以上。

## 方法
這種攻擊手段源自網際網路的發展，許多線上服務開始以電話號碼作為註冊或登入帳號的依據，而非使用電子郵件或讓用戶自行輸入帳號和密碼。例如已有超過7億用戶使用的即時通訊軟體Telegram，在首次開啟時便會要求輸入電話號碼。
攻擊者會從数据泄露事件中，或是透過網路釣魚，取得被害者的身分證等詳細個人資料。此外，也能透過被害者公開的社群媒體取得姓名、出生年月日或地址等資料。
隨後，攻擊者會藉由這些資訊冒充被害者，運用社交工程說服電信業者將電話號碼轉移至自己的SIM卡上，例如聲稱自己弄丟了手機而需要進行轉移。隨著eSIM的出現，攻擊者可以在線上完成申辦和開通，讓攻擊變得更加容易。在印度，需要實體SIM卡上的20位號碼才能進行轉移，因此攻擊者也會運用社交工程誘使被害者給出相關資料。
一旦攻擊者成功轉移，攻擊者便可以使用自己的裝置接收被害者的電話和簡訊，從而收取一次性密碼、繞過基於簡訊的雙重認證。攻擊者可以透過「忘記密碼」功能重置密碼並奪取被害者的網路服務帳號，甚至進入被害者的銀行帳戶或加密貨幣錢包盜取資產。

## 案例
這種攻擊手段於2014年即有案例。近期較知名的案例是在2019年，Twitter聯合創始人傑克·多西的Twitter帳號被這種手段駭入，並在短時間內發布了大量種族歧視的推文。
2018年，區塊鏈新創公司Transform Group創辦人Michael Terpin被盜取了價值2400萬美元的加密貨幣，他隨即起訴美國電信業者AT&T未能充分保護用戶安全，並求償2.24億美元；兩年後，盜取其資產的一名紐約高中生被起訴，他在犯案時年僅15歲。目前，該名攻擊者已表示願意歸還其盜取的資產，而對AT&T的求償則被法院駁回。
2020年，普林斯頓大學信息技術政策中心的四位研究員發表了一份研究，他們在美國的五大電信業者申辦了共50張預付卡，再嘗試對其進行攻擊，結果有39張SIM卡成功轉移，且有兩家電信業者完全未進行身分查核。研究中還測試了140個線上服務，其中有17個可以透過這種攻擊手段來盜取帳號。
2022年1月，台灣出現首起攻擊案例。攻擊者繞過台灣相對嚴格的身分認證機制，冒用被害者的身分證和健保卡影本、出入境證明、委託書等資料，掛失SIM卡後盜取網路銀行資產，更冒用身分申辦信用卡、領取振興五倍券和接種2019冠狀病毒病疫苗。

## 應對
對民眾而言，可以使用Google身分驗證器這類的TOTP服務，取代原先基於簡訊的兩步驟驗證；此外防範網路釣魚和網路詐騙的意識亦不可少。
在企業方面，電信業者也需要擬定更完整的身分查核機制，並進行教育訓練，防止業者員工收賄協助進行攻擊。